# The Legend of Zelda: Tears of the Kingdom
The Legend of Zelda: Tears of the Kingdom (укр. Легенда про Зельду: Сльози Королівства) — пригодницька відеогра 2023 року, розроблена дочірньою компанією Nintendo EPD у співпраці з Monolith Soft та видана Nintendo для консолі Nintendo Switch. Продовження The Legend of Zelda: Breath of the Wild (2017). Це двадцята гра серії.

## Ігровий процес

### Нові можливості
Сплав (англ. Fuse) — герой може «склеювати» об'єкти, щоб створювати нову зброю з різними ефектами. Поєднання дерев'яної гілки і валуна створює саморобний молоток із підвищеною стійкістю; довгої палиці і господарських вил — зброю із значно більшою дальністю атаки. Також можна «зрощувати» стріли з матеріалами: стріла у поєднанні з желе білого Чучу заморожує ворогів, а стріла з оком Кізі робить стрілу самонавідною. До щита теж можна прикріпити матеріали; так, можна прикріпити листковий гриб: коли ворог вдарить по ньому то опиниться у клубі диму і йому буде важко побачити героя.
Ультрарука (англ. Ultrahand) — за допомогою ультраруки можна підняти, перемістити та прикріпити один об'єкт до іншого, наприклад одну колоду до іншої, створивши імпровізований пліт. Елементи приєднуються зеленою смолою та можуть бути відкріплені. Такі об'єкти, як вентилятор з автономним живленням можуть бути прикріплені до імпровізованих конструкцій як рушій. Можна змайструвати власні транспортні засоби схожі на повітряну кулю, автівку чи катер.
Сходження (англ. Ascend) — дозволяє проходити крізь стелю над героєм, якщо можливість може бути використана, то, наприклад, перебуваючи усередині печери, можна «вийти» догори аж на вершину пагорба.
Відкликання (англ. Recall) — для каміння, що впало з неба, можна повернути час у зворотньому напрямку, тим самими піднявши його.

## Сюжет
Після перемоги Лінка над Лихом Ґаноном жителі Гайрула почати відбудову королівства. Минуло кілька років і з-під замку Гайрула починає поширюватися невідома отрута. Лінк і Зельда вирушають до печер під замком, звідки ця речовина походить. Там вони знаходять руїни народу Зонай, що розповідають історію великої битви, і стають свідками пробудження муміфікованого чорнокнижника Ґанондорфа. Він називає Зельду та Лінка так, ніби добре їх знає, травмує Лінку його праву руку та розбиває Майстер-меч, а замок Гайрула піднімає в небо. Лінк і Зельда падають у провалля. Зельда зникає з таємничим артефактом у спаласі, а Лінка рятує безтілесна рука, що стримувала Ґанондорфа.
Лінк отямлюється на нещодавно з'явлених Небесних островах із розбитим Майстер-мечем і зустрічає духа Рауру, представника Зонай, який замінює руку Лінка на протез. Дух Рауру допомагає Лінку переміщатися по Небесних островах. Після того як Лінк у Храмі Часу отримує можливість повертати речі назад у часі, він знаходить дивне світло. Майстер-меч сигналізує Лінку занурити його туди. Час відмотується назад для меча. Здивована Зельда в іншому часі отримує розбитий Майстер-меч, який з'явився перед нею. Лінк бачить як Майстер-меч зник та чує голос Зельди: «Лінк, Лінк ти повинен знайти мене!»
Лінк повертається до Гайрула який пережив «потрясіння»: у небі з'явилися острови, які падають на землю, та прірви, що ведуть у темну безодню, а вся залізна зброя у королівстві заіржавіла. Лінк йде досліджувати повідомлення про заворушення та появу Зельди у різних куточках Гайрула. У процесі Лінк перемагає чотирьох монстрів, які займають стародавні храми Зонай. Йому допомагають четверо знайомих: Туліна з пташиного племені Ріто, Сідона з водного племені Зора, Ріджу з племені Ґерудо, що живе в пустелі, і Юнобо з горонів, що живуть у горах. З кожним переможеним монстром Лінк знаходить реліквії Зонай, які збільшують вроджену силу своїх користувачів. Перед Лінком і його друзями з'являються четверо духів стародавніх мудреців і доручають реліквії Лінку. Той вистежує Зельду в замку Гайрула та дізнається, що в королівство повернулася не справжня Зельда, а самозванка на службі Ґанондорфа. Лінк і його супутники перемагають самозванку. Далі Лінк зустрічає дух Мінеру, стародавньої вченої, котра лишається в фізичному світі завдяки механічному тілу.
Через Мінеру, духів мудреців і кілька сліз дракона, розкиданих по Гайрулу, Лінк дізнається про долю Зельди. Таємничий артефакт, який зник разом із Зельдою, був Таємним каменем, що переніс її в далеке минуле. Там вона зустріла Рауру, першого короля Гайрула. Рауру захищає королівство від атак Ґанондорфа, ватажка плем'я Герудо. Сестра короля Мінеру на питання як Зельді повернутись назад у майбутнє, згадує лише один спосіб — з'їсти Таємний камінь — і бути проклятою, перетворившись на невмирущого дракона, втративши свідомість. Згодом Ґанондорф дає присягу на вірність Рауру, та підступно захоплює один з Таємних каменів, перетворивши себе на «Короля демонів». Рауру жертвує собою, щоб ув'язнити Ґанондорфа в печерах. Але оскільки Ґанондорф повернеться в майбутньому, Зельда попереджає мудреців про те, що вони повинні зробити аби Лінк урешті переміг. Зельда отримує розбитий Майстер-меч, його дух на ім'я Фі повідомляє Зельді, що Лінк вижив після їх спільної зустрічі з мумією Ґанондорфа, а Фі перенеслася крізь час, щоби знайти Зельду та відновити свої сили. Зельда йде до священного дерева Деку, котре пояснює, що Меч відновить свою міцність, якщо буде занурений у священну силу: що сильніша ця сила, то могутнішим стає меч. Зельда вирішує з'їсти Таємний камінь і перетворилася через те на дракона. Багато тисячоліть вона літає в небі, збираючи силу. У момент перетворення дракон ллє сльози спогадів, які розлітаються по Гайрулу.
У сьогоденні Лінк розшукує Зельду-дракона і отримує від неї відновлений Майстер-меч. Далі він прямує до лігва Ґанондорфа далеко під замком. Там Лінк бореться з армією Ґанондорфа при допомозі мудреців і Мінеру, перш ніж вступити в бій із самим Ґанондорфом. Наближаючись до поразки, Ґанондорф перетворюється на демонічного дракона, намагаючись перемогти Лінка. Тоді Зельда-дракон допомагає Лінку перемогти лиходія і, витративши свої магічні сили, набуває колишньої форми. Разом з Лінком вона падає на поверхню Гайрула.
Дещо пізніше, на Небесних островах, де отямився Лінк, Мінеру прощається із Зельдою та Лінком. Її дух розвіюється, а мудреці клянуться захищати Гайрул. Рука Лінка відновлюється.

## Розробка
Розробка почалася в 2017 році після завершення The Legend of Zelda: Breath of the Wild. Гру було анонсовано на E3 2019 як продовження Breath of the Wild. На виставці E3 2021 Nintendo представила трейлер, який розкриває ігровий процес, елементи історії та дату випуску в 2022 році, але пізніше Nintendo змінила дату випуску на другий квартал 2023 року. Більше інформації було розкрито на презентації Nintendo Direct, яка відбулася у вересні 2022 року, включно з назвою Tears of the Kingdom і датою випуску 12 травня 2023 року. До оголошення назви багато хто називав гру Breath of the Wild 2, від якої, за словами Kotaku, буде важко позбутися.
Режисер «Breath of the Wild» Хідемаро Фудзібаяші та продюсер серії «Zelda» Ейдзі Аонума знову зіграють свої ролі. Гру було задумано після того, як команда не змогла використати всі ідеї, заплановані для завантажуваного вмісту Breath of the Wild. Нові елементи включають плаваючі острови над Гайрулом, між якими гравці можуть парити у стилі, схожому на The Legend of Zelda: Skyward Sword (2011), «ніколи раніше не бачену зброю та таємничі транспортні засоби».
В інтерв'ю IGN, Аонума розповів, що Red Dead Redemption 2 надихала молодших членів команди розробників, а під час розробки Breath of the Wild режисер Хідемаро Фудзібаясі грав у The Elder Scrolls V: Skyrim.
Nintendo опублікувала нову геймплейну демонстрацію 28 квітня. На відео головним героєм Лінком керував продюсер серії Ейджі Аонума. Він же коментував всі події. Були продемонстровані чотири нові можливості героя. Також Аонума оголосив про завершення розробки.
13 квітня 2023 року вийшов третій та фінальний офіційний трейлер The Legend of Zelda: Tears of the Kingdom, який демонструє старих друзів і трохи сюжету. Дівчинка Ріджу повернулася і подорослішала, як і принц Сідон. Трейлер трохи підіймає завісу таємниці над сюжетом гри та дає підказки щодо того, чим належить займатися під час нової пригоди — рятувати принцесу.
26 квіт. 2023 Nintendo запросили відомі видання та блогерів пограти та поділитися враженнями з аудиторією, не розкриваючи деталей, пов'язаних із сюжетом.

### Витоки
20 лютого 2023 року Eurogamer повідомив, що 200-сторінковий артбук злили в Інтернет, де містяться відомості про нових персонажів, ворогів, типи ворогів і нові локації.
Компанія подавала запит до суду, щоб змусити представників Discord надати інформацію про користувачів, які виклали в соцмережі фрагменти артбуку Tears of the Kingdom на початку цього року.
1 травня стало відомо, що невідомі користувачі заздалегідь отримали доступ до The Legend of Zelda: Tears of the Kingdom і злили її в Мережу. Окремі покупці отримали фізичні видання гри. Вони скористалися емуляторами на ПК, щоб запустити проєкт і почати проходження, хоча до релізу залишалося майже два тижні. Спочатку The Legend of Zelda: Tears of the Kingdom намагалися транслювати на Twitch, проте майданчик відреагував на витік. Після цього стрим розпочався на Discord. А потім стало відомо, що гру виклали у вільному доступі в Мережі.
3 травня 2023 один гравець із ранньою копією у Twitter привернув увагу Реджі Філс-Ейме, який найвідоміший за те, що 13 років був президентом Nintendo Of America. «Я не знаю, чого ти хочеш. Те, що я маю, — це дуже особливий набір навичок, навичок, яких я набув протягом дуже довгої кар'єри, навичок, які перетворюють мене на кошмар для таких людей, як ти», — сказав Філс-Еме користувачеві Twitter, перефразовуючи Ліама Нісона з його фільму 2008 року Викрадена (англ. Taken).

## Amiibo
«Link (Tears of the Kingdom)» — виходить разом із грою, дає шанс отримати зброю та матеріали, а також спеціальну тканину для параплана Лінка раз на день.
Amiibo серії The Legend of Zelda — дає шанс отримати корисні матеріали, зброю або тканину для параплана на основі сканованого вами amiibo.

## Оцінки й відгуки
Згідно з даними агрегатора рецензій Metacritic, «Сльози Королівства» отримали «загальне визнання» на основі середнього балу 96 зі 100 у 87 відгуках критиків. Це гра з найвищим рейтингом за весь час на агрегаторі оглядів OpenCritic, 100 % критиків рекомендують гру.
The Legend of Zelda: Tears of the Kingdom стала шостою грою за 30 років, яка отримала найвищий бал одночасно в журналах Famitsu та Edge. Ще три з них — інші частини серії Zelda, також до списку входять Bayonetta та GTA 5. Оцінка 40/40 у японському журналі Famitsu вважається рідкісним досягненням — лише 28 ігор за 37-річну історію журналу здобули 40 балів. Для цього кожен з чотирьох рецензентів має дати грі максимальні 10 балів. Набрати 10 у британському журналі Edge — також досягнення: лише 24 гри отримали таку оцінку за 30 років існування журналу.

### Нагороди та номінації
| Рік  | Нагорода               | Категорія                       | Результат | Прим.  |
| ---- | ---------------------- | ------------------------------- | --------- | ------ |
| 2020 | The Game Awards 2020   | Найочікуваніша гра              | Номінація | [ 26 ] |
| 2021 | Golden Joystick Awards | Найбажаніша гра                 | Номінація | [ 27 ] |
| 2021 | The Game Awards 2021   | Найочікуваніша гра              | Номінація | [ 28 ] |
| 2022 | Golden Joystick Awards | Найбажаніша гра                 | Перемога  | [ 29 ] |
| 2022 | The Game Awards 2022   | Найочікуваніша гра              | Перемога  | [ 30 ] |
| 2023 | The Game Awards 2023   | Найкращий пригодницький бойовик | Перемога  | [ 31 ] |
| 2023 | The Game Awards 2023   | Гра року                        | Номінація | [ 31 ] |
| 2023 | The Game Awards 2023   | Найкраща режисура               | Номінація | [ 31 ] |
| 2023 | The Game Awards 2023   | Найкращий художній напрямок     | Номінація | [ 31 ] |
| 2023 | The Game Awards 2023   | Найкращий саундтрек і музика    | Номінація | [ 31 ] |
| 2023 | The Game Awards 2023   | Голос гравців                   | Номінація | [ 31 ] |